# Сенченко Володимир Петрович
Володимир Петрович Сенченко (рос. Владимир Петрович Сенченко; 7 липня 1922, Дербент — 26 серпня 1994, Київ) — радянський військовий льотчик, Герой Радянського Союзу, в роки німецько-радянської війни штурман ескадрильї 1-го гвардійського винищувального авіаційного полку 7-ї гвардійської винищувальної авіаційної дивізії 2-го винищувального авіаційного корпусу 2-ї повітряної армії 1-го Українського фронту.

## Біографія
Народився 7 липня 1922 року в місті Дербенті в Дагестані в сім'ї службовця. Росіянин. Член КПРС з 1943 року. Закінчив десять класів середньої школи.
У 1940 році призваний до лав Червоної Армії. У 1941 році закінчив Качинську військово-авіаційну школу пілотів. У боях німецько-радянської війни з 1942 року. Воював на Калінінському, 1-му Прибалтійському, 3-му Білоруському, 1-му Українському фронтах.
До травня 1945 року гвардії капітан В. П. Сенченко здійснив 224 успішних бойових вильотів, у повітряних боях особисто збив 13 і в групі 5 ворожих літаків.
Указом Президії Верховної Ради СРСР від 27 червня 1945 року за мужність і героїзм, проявлені в повітряних боях з німецько-фашистськими загарбниками гвардії капітану Володимиру Петровичу Сенченку присвоєно звання Героя Радянського Союзу з врученням ордена Леніна і медалі «Золота Зірка» (№ 7703).

Могила Володимира Сенченка

Після закінчення війни продовжував службу у Військово-повітряних силах. У 1955 році закінчив Військово-повітряну академію, у 1960 році — курси перепідготовки при Військово-політичній академії. З 1979 року генерал-майор авіації В. П. Сенченко — в запасі. Жив у Києві. Помер 26 серпня 1994 року. Похований в Києві на Лук'янівському військовому кладовищі (ділянка № 13).

## Нагороди
Нагороджений орденом Леніна, орденом Червоного Прапора, двома орденами Вітчизняної війни 1-го ступеня, орденом Червоної Зірки, орденом «За службу Батьківщині у ЗС СРСР» 3-го ступеня, медалями.